# Osa (film)
Osa (ang. Wasp) – brytyjski film krótkometrażowy z 2003 roku w reżyserii i na podstawie scenariusza Andrei Arnold. Zdjęcia kręcono w Dartford w hrabstwie Kent, rodzinnej miejscowości reżyserki. 
Film zdobył wiele prestiżowych nagród, m.in. Oscara za najlepszy krótkometrażowy film aktorski oraz Złotego Smoka na Krakowskim Festiwalu Filmowym.

## Nagrody i nominacje
Film otrzymał szereg nagród i jedną nominację w tym:
| Nazwa nagrody | Wygrane                                                    | Nominacje    |
| ------------- | ---------------------------------------------------------- | ------------ |
| Oscar         | 2005 Najlepszy krótkometrażowy film aktorski Andrea Arnold | 2005 wygrana |